# 綿忻
瑞懐親王綿忻（めんきん、満州語:ᠮᡳᠶᠠᠨ
ᠰᡳᠨ 転写：miyan sin）は、清の嘉慶帝の第四子であり、鑲白旗に属していた。諡号は「恪」。母は孝和睿皇后。同母兄に綿愷、同母姉が一人いたが、夭折した。

## 生涯
嘉慶24年（1819年）正月、恩命により「和碩瑞親王」に封じられた。瑞親王府は東城区東官園西口にあり、もともとは康熙帝の第17子允礼の邸宅であった。綿忻の封号「瑞」の満洲語は「ᠰᠠᠪᡳᠩᡤᠠ（sabingga）」で、その意味は「吉兆の」「機知に富んだ」である。
道光8年（1828年）の春に病を患い、同年8月19日巳の刻（午前9時〜11時頃）に死去。享年わずか24歳であった。諡号は「懐」。異母兄の道光帝は散秩大臣・吉祥保を派遣して弔問させ、また内務府大臣・敬徵に喪事の執行を命じた。遺体は石景山福田寺の瑞王墳に埋葬された。

## 家族

### 妻妾
- 嫡福晋：費莫氏 - 一等侯・勒保の娘。嘉慶24年（1819年）2月21日、第四皇子との婚姻が彼女の実家で正式に決まり、内大学士・外頭学士および銭糧処が待機して支度に当たった。第四皇子綿忻の成婚に先立ち、嘉慶帝は奉三無私殿で家族の宴を開き、内大学士らが『法宮雅奏』中の皇子成婚祝いの劇『列宿遥臨』および『双星永慶』を上演した。中国第一歴史档案館には、礼部尚書・松筠が道光7年（1827年）10月22日に提出した「題報擬議和碩瑞親王嫡福晋薨逝應行祭礼事」という文書が収蔵されており、費莫氏（福晋）はこの日またはそれ以前に亡くなっていたと推定される。

- 継福晋：白都氏 - 雲騎尉・德興の娘。中国第一歴史档案館には、会計司が道光2年（1822年）8月14日に提出した「瑞親王側福晋の同年11月2日に入所する件の処理について」という文書が収蔵されており、彼女は側福晋（側室）として婚姻が決められたと考えられる。道光8年（1828年）1月27日、宗人府は「和碩瑞親王の側福晋伯都氏を継福晋（後室）として認める件」という内容の文書を提出した。

- 側福晋：徐佳氏 - 廣容の娘。中国第一歴史档案館には、道光12年（1832年）11月5日付の「瑞郡王奕約の生母を特別の恩典により側室福晋に封じる件につき、関係機関は規定に従って処理すること」という文書が収蔵されている。ただし、徐佳氏が側福晋に封じられる以前の位階については記載されていない。

- 庶福晋：劉氏 - 劉丙文の娘。

### 子女
- 長子：瑞敏郡王奕誌 - 道光7年9月11日（1827年10月30日）の午の刻に誕生した。生母は側福晋徐佳氏。道光8年10月に、多羅瑞郡王の爵位を継承。道光30年5月28日（1850年6月27日）の寅の刻に亡くなった。享年24歳。子は残さなかった為、養嗣子に道光帝第五皇子惇親王奕誴の次子載漪を迎えた。

- 娘：長女 - 中国第一歴史档案館には、瑞郡王府の門上長史・富英らが道光21年（1841年）3月17日に提出した「瑞懷親王・綿忻の長女の婚約日について報告する件」、および同日、瑞郡王府門上が提出した「瑞親王の長女が閑散由文封に指婚された件の報告」という文書が収蔵されている。